# Kadambathur
Kadambathur es una ciudad censal situada en el distrito de Tiruvallur en el estado de Tamil Nadu (India). Su población es de 11235 habitantes (2011). Se encuentra a 7 km de Tiruvallur y a 47 km de Chennai.

## Demografía
Según el censo de 2011 la población de Kadambathur era de 11235 habitantes, de los cuales 5667 eran hombres y 5568 eran mujeres. Kadambathur tiene una tasa media de alfabetización del 84,70%, superior a la media estatal del 80,09%: la alfabetización masculina es del 91,71%, y la alfabetización femenina del 77,74%.